# Pleurocera gradata
Pleurocera gradata är en snäckart som först beskrevs av Anthony 1854.  Pleurocera gradata ingår i släktet Pleurocera och familjen Pleuroceridae. IUCN kategoriserar arten globalt som nära hotad. Inga underarter finns listade i Catalogue of Life.